# Hannover Re
Hannover Re, em alemão Hannover Rück SE (Europäische Aktiengesellschaft), com um prêmio bruto de cerca 27 bilhões de Euros, figura entre os maiores grupos líderes de resseguradoras do mundo. A Hannover Re tem sua sede em Hannover - Alemanha e atua em cerca de 150 países, mantendo negócios com milhares de empresas ao redor do mundo. A Hannover Re transaciona todos os ramos de resseguro de não-vida, vida e saúde, apresentando uma rede de filiais, sucursais e escritórios de representação em todos os cinco continentes, com uma equipe total de cerca de 3.300 funcionários. A empresa do Grupo responsável pela subscrição alemã é a E + S Rück.
As agências de consultoria financeira mais relevantes para a classificação da liquidez e representação de um grupo do setor de seguros concederam a Hannover Re ratings muito fortes, classificando-a como seguradora de grande força financeira (Standard & Poor AA-"muito forte" e AM Best A + "Superior").

## História
A empresa foi fundada em 1966 na cidade de Bochum, quando então chamava-se "Sociedade Anônima de Transporte e Resseguro" (em alemão: Aktiengesellschaft für Transport- und Rückversicherung (ATR)). Em 1970, com sua fusão com o grupo industrial Talanx, grupo segurador alemão proprietário da seguradora HDI, transferiu sua sede para a cidade de Hanôver. Em 1976, a ATR passa a adotar o nome de sua cidade-sede, e muda sua denominação para Hannover Rückversicherungs-Aktiengesellschaft. Ainda na década de 1970, abre filiais em Londres e Los Angeles.
Em 1994, já consolidada como uma das grades do resseguro mundial, faz sua primeira oferta pública de ações na bolsa de valores de Frankfurt e Hannover. No total, 25% do capital da resseguradora passa a ser negociado por investidores das principais bolsas alemãs.
No ano de 2001, nas Ilhas Bermudas, a companhia cria uma "Resseguradora de Catástrofes".
Em 2003, dá-se uma nova alteração de seu nome, e a empresa passa a ser registrada como Hannover Rückversicherung AG. Dez anos mais tarde, em 19 de março 2013, ocorre a última mudança de sua razão social, passando a chamar-se Hannover Rück SE (Societas Europaea).

### Hannover e Eisen und Stahl
Um capítulo importante da história da Hannover Re é sua parceria com a Eisen und Stahl Rück.
Em 1973, as duas companhias estabeleceram uma relação na qual passaram a ser administradas conjuntamente. Em 1988, estabelecem um contrato para subscrição. Em 1994, cada uma das companhias adquiriu metade da Life Re of Australasia Ltd, de Sydney e no ano seguinte a Hannover passa a ter o controle da agora E+S Rück, especializada em coberturas domésticas e da qual detêm a maioria do capital.

### Expansão mundial, fusões e aquisições
Desde sua incorporação pela HDI, a Hannover Re fez diversas aquisições no mercado alemão e no exterior, além de estabelecer escritórios de representação e filiais em diversos países.
- 1979 - Estados Unidos da América: Formação da filial da Hannover Insurance Corporation (IHC), em Los Angeles;

Inglaterra: International Insurance Company of Hannover Ltd. (IICH), em Londres.
- 1981 - África do Sul: Hannover Re adquire a maioria do capital de Hollandia Group em Joanesburgo;
- 1990 - Estados Unidos da América: A Hannover Re do Estados Unidos adquire a companhia US life Insurer Reassurance Company of Hannover, de Orlando;
- 1992 - Irlanda: Criação da Hannover Resseguros (Irlanda) Ltd (HRI), em Dublin;

Alemanha: Adquire a carteira de Hamburger Rückversicherung Internationale (HIR);
- 1994 - Austrália: Aquisição de 50% da Life Re of Australasia Ltd (LRA), de Sydney;
- 1995 - Malásia: Criação Rückversicherungs de Hannover-AG Malaysian Branch, em Kuala Lumpur;
- 1997 - Suécia: Aquisição de carteiras da Internacional da Skandia Insurance Company (SIIC), de Estocolmo;
- 1999 - Estados Unidos da América: Aquisição da resseguradora especializada Clarendon Insurance Group, de Nova Iorque;

Irlanda: Criação de Hannover Life (Irlanda) Limited, com sede em Dublin.
- 2001 - Bermudas: Criação da Hannover Re (Bermuda) Ltd;
- 2006 - Estados Unidos da América: Lançamento da Praetorian Financial Group Inc., com sede em Nova Iorque, como núcleo especializado;

Barém: Estabelecimento da Hannover ReTakaful BSC Bahrain para a subscrição de resseguro mundial, em conformidade com a lei islâmica;
- 2007 - Coreia do Sul: Criação de Hannover Rückversicherung AG, Korea Branch, para a subscrição resseguro vida e saúde;

Barém: Criação de Hannover Rückversicherung AG, Bahrain Branch, para a subscrição de resseguro tradicional nos países árabes;
- 2008 - Brasil: Estabelecimento do Hannover Rück SE Escritório de Representação no Brasil Ltda.